# Hakerudsälven
Hakerudsälven är en å i Göta älvs huvudavrinningsoråde i Dalsland som mynnar i Vänern. Den är ungefär 20 kilometer lång och rinner upp nordväst om Västra bleken i Brålanda socken och rinner sedan söderut över Dalboslätten.
Tidigare mynnade älven i Hästefjorden. I samband med sjösänkningen av Hästefjorden 1864–1868 torrlades områden i Hakefjordens lopp uppströms Hästefjorden, varför Lövnäs kanal grävdes för att ge ån ett nytt utlopp i den nya sjön Östra Hästefjorden.